# ماركو ديوردييفيتش
ماركو ديوردييفيتش (من مواليد 23 يناير 1979) هو رسام وفنان ألماني من أصل صربي. اشتهر بتصميماته للشخصيات. يعمل في شركة مارفل كومكس. وقد أنتج مجموعة كبيرة من فن الغلاف، بالإضافة إلى التصميمات الترويجية ومفاهيم الشخصية والأعمال الفنية الداخلية. يقيم في برلين مع زوجته يلينا كيفيتش ديورديفيتش، وهي أيضًا فنانة ورسامة.

## النشأة والعمل
ولد ديوردييفيتش في كوبلنز بألمانيا الغربية. عندما كان طفلاً أظهر موهبة الرسم، مستوحاة من الرسوم المتحركة مثل هي-مان. عندما كان ماركو في الحادية عشرة من عمره، اكتشف كتاب بورن هوغارث التشريح الديناميكي (1958)، وهو نقطة تحول رئيسية في تعليمه الذاتي. درس ديوردييفيتش الدليل لمدة عامين، ثم وضع الكتاب جانباً وبدأ في إضافة الواقعية إلى رسوماته. لقد استخدم ما تعلمه من هوغارث كأساس وفي الوقت نفسه استمد الأفكار من ملاحظاته اليومية في الحياة.
عندما كان مراهقًا، تأثر ديوردييفيتش بكتب القصص المصورة الأمريكية مثل سبايدر-مان، وهو ما دَلّ بحياته المهنية اللاحقة كرسام مارفيل كوميكس. ورفض الأسلوب الكوميكس للرسم بعد ذلك بعدة سنين، واصفا إياه بأنه «مبسط للغاية» و «مبالغ فيه»، وهو ما يتعارض مع تدريبه في وقت مبكر. في سن ال 17، بدأ ماركو العمل باحتراف كرسام. أنتج في الغالب رسومات بالأبيض والأسود لشركات ألعاب تقمص الأدوار مثل شركة «وايت وولف» وشركة «فان برو للألعاب.»

## موقع مفهوم الفن، شركة ماسيڤ بلاك ولعبة ديجنيسيس
أستمر ديوردييفيتش في العمل في ألمانيا كرسام للسنوات القليلة التالية، بناءً على أسلوبه الشخصي الذي اتخذ جودة تشبه الرسومات تقريبًا مع الحفاظ على الدقة التشريحية. ولقد أقنعه أحد الأصدقاء بالبدء في نشر بعض تصميماته وصوره على مجتمع فني جديد على الإنترنت يسمى مفهوم الفن. وفي فترة زمنية قصيرة اكتسب سمعة جيدة بقدرته على استحضار شخصيات من خياله وكانت واقعية يمكن تصديقها للغاية. لوحظ شعبية ديوردييفيتش من قبل الأعضاء المؤسسين لموقع مفهوم الفن، جايسون مانلي وأندرو جونز. كان الاثنان ينشئان شبكة من الأصدقاء من خلال موقعهما على الأنترنت وكانا بصدد تشكيل شركة مكرسة لإنتاج المفهوم الفنّي لشركات ألعاب الفيديو وصناعة الأفلام. عُرض على ديوردييفيتش منصبًا في المجموعة كفنان مفهوم أول، مع التركيز على شخصية الإنسان وتصميم المخلوقات. وقبل المنصب وأصبح أحد الأعضاء المهمين للشركة المعروفة الآن باسم «ماسيڤ بلاك».
بدأت ماسيڤ بلاك كمجموعة من المحترفين الذين تعاونوا عبر الإنترنت. مع تطور المزيد من المشاريع، اضطرت الشركة إلى إنشاء مقر رئيسي فعلي في سان فرانسيسكو، كاليفورنيا. غادر ديورديفيتش وطنه وانتقل إلى الولايات المتحدة، حيث أقام هناك لمدة ثلاث سنوات ونصف. خلال هذا الوقت، بدأ قادة المجتمع «مفهوم الفن» والمعلمون المحترفون في عقد ورش عمل في مواقع مختلفة، بهدف تعليم الفنانين الناشئين بشكل مباشر. وكان هذا بمثابة وسيلة للتواصل مع المجتمع الفني الذي شكله الموقع على مستوى أكثر حميمية.
في عام 2004، اتصل كريستيان غونثر بـ ديوردييفيتش للعمل على لعبة تقمص أدوار ذات طابع ما بعد نهاية العالم تُعرف باسم دجينيسس. أصدر غونثر اللعبة سابقًا في عام 2001، لكنها لم تحظ باهتمام كبير. كان غونثر يأمل بعد أن يتم مراجعة اللعبة، ويتم توجيه الفن بشكل قوي، إلى منح اللعبة جمهورًا أكبر. تم تكليف ديوردييفيتش بتصميم معظم مظهر اللعبة، بالإضافة إلى الجزء الأكبر من الأعمال الفنية الداخلية وتصميمات الشخصيات. سمح هذا المشروع لـ ديوردييفيتش بإظهار قدرته على إنشاء عوالم فريدة وأصلية ويمكن تصديقها على نطاق واسع. سرعان ما أصبح مرتبطًا بأسلوب الشخصيات في اللعبة، بتصميماتها الغير متكافئة، والثيمات المرعبة، مع التركيز على الإيماءات. ذكر ماركو في كثير من الأحيان أن نوع مجال الألعاب في «ما بعد نهاية العالم» هو النوع المفضل لديه للعمل فيه.

## مواقع خارجية
- SIXMOREVOKDA - الموقع الرسمي
- SIXMOREVODKA - Blogspot
- كتالوج على موقع Marvel.com
- ماركو دجوردجيفيتش معرض القلم والورق الفني
- SIXMOREVODKA - Instagram